# Brasil Urgente
Brasil Urgente é um programa de televisão jornalístico brasileiro exibido pela Rede Bandeirantes. Apresentado por Joel Datena, filho do ex-apresentador do programa José Luiz Datena, o programa exibe o seu noticiário com casos policiais. Trata-se de um telejornal com uma linha popular, tendo bastante entradas ao vivo de repórteres de São Paulo, Rio de Janeiro, Belo Horizonte, Brasília, Curitiba, Porto Alegre. Além de entrevistas, também é muito utilizado o helicóptero para a cobertura de tragédias.
Por causa disso, o programa já foi acusado de desrespeitar inúmeros direitos humanos.

## História
O programa reestreou em 3 de dezembro de 2001, apresentando pelo jornalista Roberto Cabrini. A partir de 10 de março de 2003, com a transferência de Cabrini para o Jornal da Noite, José Luiz Datena assumiu o programa.
Após 8 anos no comando do programa, Datena deixa a emissora e assina com a RecordTV. Em 16 de junho de 2011, Luciano Faccioli passou a apresentar o Brasil Urgente.
Em 30 de julho, a Band confirma o retorno de Datena à emissora. Datena volta à apresentação do jornalístico em 8 de agosto de 2011.
O programa é conhecido por sua polêmica, com reportagens que podem durar de um minuto a meia hora, segundo a importância dos acontecimentos. A participação de telespectadores também acontece por meio da página oficial de José Luiz Datena no Facebook e as mensagens são mostradas ao vivo.
Em julho de 2010, o apresentador José Luiz Datena fez associações preconceituosas entre criminalidade e descrença religiosa, acusando os que não acreditam em Deus como responsáveis pela degradação da sociedade. No começo de dezembro, o Ministério Público Federal em São Paulo moveu ação em tribunal pedindo uma retratação com duração mínima do dobro do tempo dos comentários. A declaração de Datena fez o programa entrar no 18º Ranking da Baixaria na TV, da campanha "Quem Financia a Baixaria é Contra a Cidadania", formada por denúncias de telespectadores e pelo Comitê de Acompanhamento da Programação (CAP), onde estão como representantes mais de 60 entidades que assessoram a Comissão de Direitos Humanos e Minorias da Câmara dos Deputados.
Em junho de 2011, logo após a transferência de Datena para a RecordTV, o repórter Wagner Império foi demitido da Band após ser suspeito de ter repassado informações a vereadores de Taboão da Serra que naquele momento foram acusados de fraude. A acusação era infundada e a justiça arquivou o caso. Wagner acusou a emissora de ser omissa e alegou até a produção de um vídeo institucional apresentado pela NGT na qual o repórter trabalha como diretor de jornalismo.
Durante uma edição local do Brasil Urgente na Bahia com o apresentador Uziel Bueno em maio de 2012, uma entrevista da repórter Mirella Cunha com o detento Paulo Sérgio Silva Souza acabou em polêmica, após a repórter difamar a imagem do detento o acusando de ser um "estuprador" e divulgando que ele não sabia o que era o exame de corpo de delito e o exame de próstata. A repórter também insistiu em dizer que, se não houve estupro, houve vontade: "Você não estuprou, mas queria estuprar". Também disse em seguida ao apresentador do programa, Uziel Bueno: "Uziel, depois você não quer que o vídeo vá para o YouTube". O delegado-geral da Polícia Civil baiana, Hélio Jorge Paixão, anunciou apuraria se houve descumprimento pela 12ª Delegacia Territorial (de Itapuã) de portaria que regula a divulgação de ações policiais. Um grupo de jornalistas divulgou uma carta se posicionando contra a forma como a reportagem foi feita.
Em nota, a Band respondeu que "vai tomar todas as medidas disciplinares necessárias. A postura da repórter fere o código de ética do jornalismo da emissora". A apresentadora foi afastada da emissora desde o episódio, e no final do mês de maio ela foi demitida. O entrevistado, que tem seis irmãos, é analfabeto e já vendeu doces e balas dentro de ônibus. A repórter também acabou virando alvo do Ministério Público. Para o Ministério Público Federal, a entrevista apresentava indícios de abuso de autoridade, de ofensa a direitos da personalidade e descumprimento da Súmula Vinculante 11, do Supremo Tribunal Federal (STF), que limita uso de algemas a casos excepcionais. O MPF também solicitou da emissora a gravação original (sem edição) da entrevista, sendo que a Band teria cinco dias para entregar a fita. No entendimento do Ministério Público Federal da Bahia (MPF-BA), houve transgressão à Constituição Federal no seu artigo quinto que trata dos direitos e deveres individuais e coletivos, por conta de suposta violação à imagem e à honra. A pena, se houver, deve ser pecuniária, afirmou o órgão.
Em outubro de 2012, segundo a coluna Zapping do jornal Agora, Datena e a Rede Bandeirantes foram condenados a pagar indenização de R$ 100 mil por danos morais ao ex-motoboy Manoel Marques Pereira. O motivo foi que o apresentador acusou Manoel Pereira de ser "estuprador", "vagabundo", "canalha" e "tarado", após a veiculação da matéria em que foi preso pela Polícia Militar de São Paulo na Grande São Paulo, após uma denúncia anônima em outubro de 2003.
Até a prisão, um homem aproximava das mulheres pela moto para depois sequestrar e estuprar-las nas cidades de Santo André, São Bernardo e São Caetano do Sul, mais de 10 mulheres foram vítimas desse estuprador. O "Tarado do Capacete", como ficou conhecido, é um criminoso por estar na moto e nunca tirar capacete na hora dos crimes.
Em 19 de março de 2018, o espaço entre às 18:00 e 18:05, passa a ser cedido para "A Oração do Crepúsculo com o missionário R. R. Soares", uma espécie de "Momento da Fé", que já acontece em alguns policialescos da RecordTV (especialmente nos jornais locais no horário do almoço), que costumam ceder alguns minutos aos pastores da IURD. Em 20 de abril de 2018, Datena deixa o comando do policialesco para se dedicar ao entretenimento e torna-se apresentador eventual, com isso, Joel Datena, até então apresentador interino, torna-se titular da atração. Em 24 de junho de 2018, Datena deixa o programa dominical Agora é com Datena e volta ao comando do policialesco, enquanto o Joel Datena, volta a ser o apresentador eventual do policialesco, e passa a apresentar o Agora é com Datena, mais desta vez, com o nome Agora é Domingo. Em 8 de julho de 2018, Joel Datena deixa o comando do Agora é Domingo e retorna ao comando do policialesco como apresentador interino, devido a volta de José Luiz Datena para o entretenimento. Em 31 de dezembro de 2018, Datena retorna ao programa como apresentador titular, devido a extinção do Agora é Domingo.
No dia 15 de janeiro de 2021, com o agravamento da pandemia de COVID-19 em Manaus, Datena concedeu espaço em seu programa de televisão ao presidente Jair Bolsonaro. O presidente repetiu diversas vezes que o STF o impediu de combater a pandemia de COVID-19, o que é mentira. Escrevendo para o Splash (UOL) observou que Datena não fez um contraponto a informação falsa divulgada pelo presidente: "Exige-se, como regra geral, que o jornalista seja cordial, educado, diante do seu entrevistado. Mas a boa prática também obriga o profissional da notícia a ponderar as respostas que ouve. Mesmo diante do presidente da República.(...) Nesta sexta-feira (15), José Luiz Datena mais uma vez entrevistou Jair Bolsonaro. E, como já ocorreu em outras ocasiões, além da postura cordial, o apresentador do "Brasil Urgente" evitou fazer contrapontos à fala do presidente. Essa atitude, que favorece o monólogo, teve como consequência a reprodução de imprecisões e inverdades.(...) Datena em momento algum questionou o argumento usado diversas vezes pelo presidente para isentar o governo de responsabilidade pela situação. Ou ignorava o fato ou não quis criar um atrito com Bolsonaro. Perdeu o espectador que ficou sem este contraponto importante." Devido a repercussão das declarações, o próprio STF desmentiu o presidente em uma nota. Segundo o levantamento do Aos Fatos, a notícia falsa de Bolsonaro reproduzida no programa foi posteriormente disseminada em redes sociais por dois deputados para tentar tirar a culpa do presidente Jair Bolsonaro pela situação de Manaus e transferir para o STF. São eles: Bibo Nunes (PSL-RS) e Marco Feliciano (Republicanos-SP).
José Luiz Datena tirou licença da apresentação do programa para se candidatar a prefeito nas eleições municipais de 2024 da cidade de São Paulo. Não retornou à posição de apresentador, sendo substituído de modo definitivo por seu filho, Joel Datena (que o havia substituído durante o período eleitoral).

## Audiência
Desde a sua estreia, em 3 de dezembro de 2001, Brasil Urgente alcançava uma média de 6 pontos de audiência com Roberto Cabrini. Na estreia de Datena,  o programa ficou em segundo lugar no Ibope, atingindo uma média de 9 pontos e pico de 11. O primeiro programa com Faccioli marcou uma média maior do que a do último programa de Datena, que marcou 6, o programa do dia 16 de julho, marcou 6,5 pontos de média, contra 6 da RecordTV e 4,5 do SBT. A alta audiência do programa naquela data fez a RecordTV antecipar a estreia do Cidade Alerta. Após a estreia de Datena na emissora concorrente o Brasil Urgente caiu para 3,1, enquanto o Cidade Alerta na RecordTV manteve as médias que Datena alcançava na Band, em torno de 7 ou 8 pontos, a única emissora que cresceu foi o SBT com a exibição de Chaves, que passou de 5,4 para 7 pontos. A reestreia do programa no comando de Datena no dia 8 de agosto de 2011 não rendeu muitos resultados aonde o programa ficou em 4º lugar e com quatro pontos, atrás do SBT e da Record com sete pontos e TV Globo com 24. Já o segundo dia da reestreia no dia 9 de agosto de 2011 o programa "tomou" o seu lugar no segundo lugar no ibope atrás apenas da Rede Globo e empatando com a Record mas com diferença de 1,6 pontos.